# Antoni de Falguera

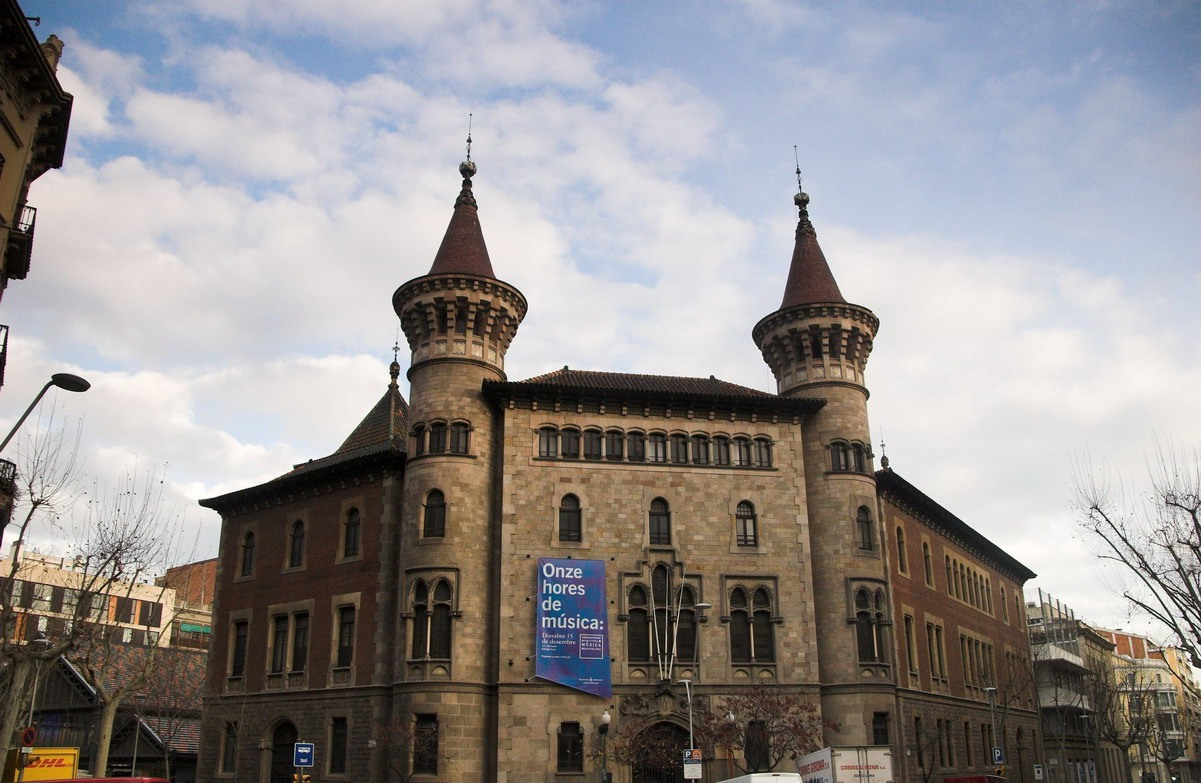
Escuela municipal de música en la calle Bruc de Barcelona

Antoni Falguera i Sivilla (Barcelona, 1876 - 1947) fue un arquitecto español situado entre el modernismo y el novecentismo.

## Biografía

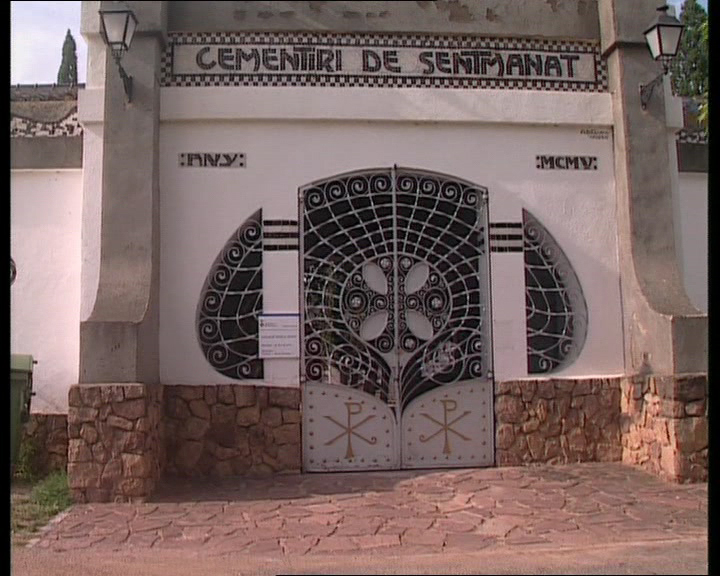
Cementerio de Sentmanat.

Era hijo de un notario barcelonés. Estudió arquitectura junto con su hermano (con quien colaboraría en algún trabajo) y se licenció en la escuela de Arquitectura de Barcelona en 1900. Recibió la influencia de la escuela modernista, especialmente de Gaudí, Puig i Cadafalch y Domènech i Montaner, este último profesor suyo.
Empezó a trabajar en Palau de Plegamans, donde la familia tenía la masía Can Falguera; en el ayuntamiento de Sentmenat en 1905; en Castellar del Vallés y Tosa de Mar. En 1906 entró a trabajar en el ayuntamiento de Barcelona como arquitecto ayudante bajo las órdenes de Pedro Falqués, siendo nombrado arquitecto municipal en 1916 a la muerte de Falqués. Con este cargo construyó sus edificios más emblemáticos: el conservatorio municipal de música (1916 - 1927) y la Casa de la Lactancia (1907 -1914).
Con la llegada del movimiento del noucentisme Falguera traslada su actividad en la restauración de edificios medievales, la más importante fue la remodelación de la Casa de la Ciudad de Barcelona en 1929.
Como historiador de arte destaca su colaboración en el libro Arquitectura romànica a Catalunya (1909 - 1918), junto con Josep Puig i Cadafalch y Josep Goday i Casals. En solitario escribió la Monografía sobre Sant Pere de Roda (1906), prologada por Puig i Cadafalch, y el estudio Els constructors de les obres romàniques a Catalunya (1907).